# Malešický park
Malešický park je největší veřejný park na území městské části Praha 10. Rozkládá se v Malešicích mezi ulicemi Malešická, U krbu, Cerhenická a Bydžovského. Projekt pochází z druhé poloviny 60. let 20. století, realizace probíhala ve stejné době jako výstavba okolního sídliště Malešice. Park se nachází na Malešickém hřbetě, má rozlohu 8,8 hektarů a nachází se v nadmořské výšce 265 metrů. Na severu sousedí s Malešickým lesem. Je ve správě Městské části Praha 10. Park projektovala a mezi roky 1967–1968 postavila městská organizace Výstavba hlavního města Prahy.[zdroj?]
Malešický park je v celopražském měřítku unikátní tím, že jeho významná část je po rekonstrukci z let 2011–2013 bezbariérová. Nalézají se zde kolotoče, houpačky a další herní prvky, které mohou využít vozíčkáři včetně dětí. 

## Rekonstrukce parku v letech 2012–2013
V roce 2008 začala příprava revitalizace parku, v roce 2010 získala stavba územní rozhodnutí a radnice požádala o peníze z fondů EU (Operační program Praha Konkurenceschopnost).
Prvním krokem bylo v roce 2011 zbourání malešické zdi. To vyvolalo u občanů rozruch, a dokonce iniciovalo petici. Vedení městské části po diskuzích s občany seznámilo veřejnost s plánovanou podobou Malešického parku i nové zdi na internetu.
Cílem obnovy parku byl vznik moderního rekreačního centra plného zeleně. Zahrnovala rekonstrukce cest, instalaci závlahového systému, vsazení laviček, vybudování dětských hřišť a sociálních zařízení a vymezení ploch pro volné pobíhání psů. Během obnovy mělo být vysazeno 366 nových stromů. Součástí parku se měl stát vodní prvek s vodní kaskádou, okruh pro cyklisty, dětské hřiště s úpravou umožňující pohyb tělesně postižených, cvičební seniorpark či posilovací hříště pro vozíčkáře a promenáda. Instalováno mělo být 320 nových laviček, 60 odpadkových košů, cyklostojany a bezbariérové toalety s přebalovacím pultem. Vybavení parku bylo přizpůsobeno závěrům veřejného projednání rekonstrukce parku v rámci projektu Společně měníme Prahu 10.
Část parku byla přizpůsobena potřebám hendikepovaných osob. Kromě bezbariérového hřiště a toalet zde měly být speciálně upravené lavičky či pítka, bezbariérový přístup na herní louky nebo systém vyhrazených parkovacích míst. Toto zaměření parku vychází z věkové struktury obyvatel Sídliště Malešice a přihlíží k faktu, že část obecního Penzionu Malešice má být vyhrazena pro bydlení vozíčkářů. Vymezeny měly být také plochy pro volný pohyb psů.
Rozsáhlá přestavba byla naplánována na rok 2012. Sadařské úpravy začaly na jaře 2012, stavební práce začaly v srpnu 2012. Otevření bylo ohlášeno na srpen 2013, web projektu oznámil slavnostní otevření ke dni 19. října 2013.
Celkově se náklady měly vyšplhat na 117 313 016,60 Kč.

## Vybavení parku

### Vodní a jiné atrakce v parku
Část parku je vyhrazena vodním a akustickým atrakcím. Ve svahu je vodní kaskáda a soustava propojených jezírek s Archimédovými šrouby, vodními mlýnky apod. K akustickým prvkům patří např. lodní telefon, píšťalová houpačka, kamenná harfa nebo akustické zrcadlo. V horní části parku je lanová sestava, rozlehlá pergola a posilovna. Areál využívá pro napájení lamp solární energii. Stojí tu také stožár s větrnou růžicí.

### Malešická zeď
Nedlouhá dekorační zídka nedaleko ulic Káranská a Chotutická byla postavena v roce 1970 a zbořena v rámci revitalizace v roce 2011. Po jejím odstranění vznikl ze strany místních obyvatel požadavek na její obnovu. Radnice Prahy 10 tuto žádost vyslyšela, na jaře 2013 podpořila hlasování malešických občanů o konečném vzhledu nové zdi a přislíbila její obnovu do termínu otevření parku. Zeď byla v listopadu 2013 odhalena, na jaře 2014 byla natřena a opatřena otisky rukou.[zdroj?]

## Galerie

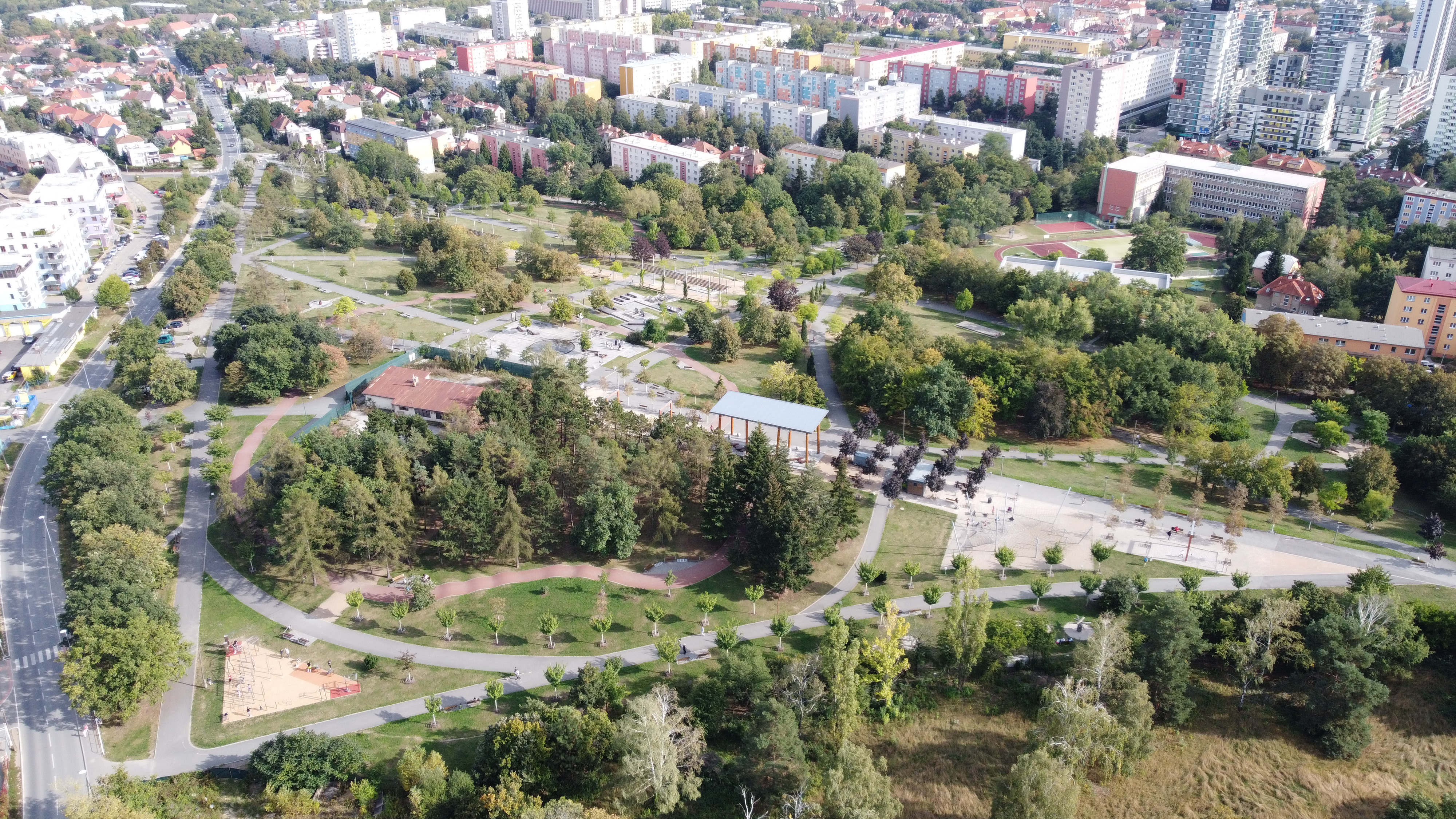
Malešický park vyfocený dronem
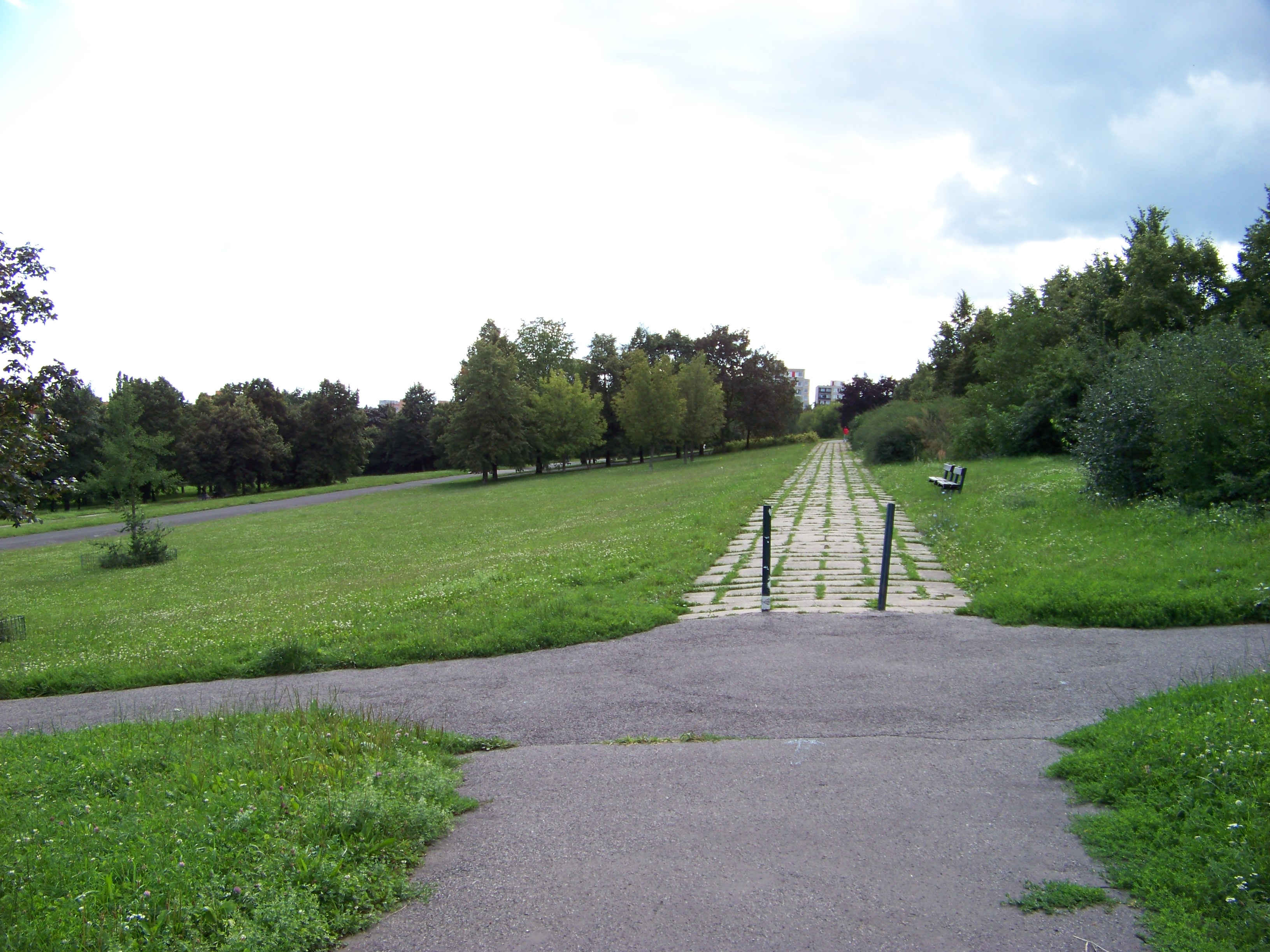
Malešický park před rekonstrukcí v roce 2009
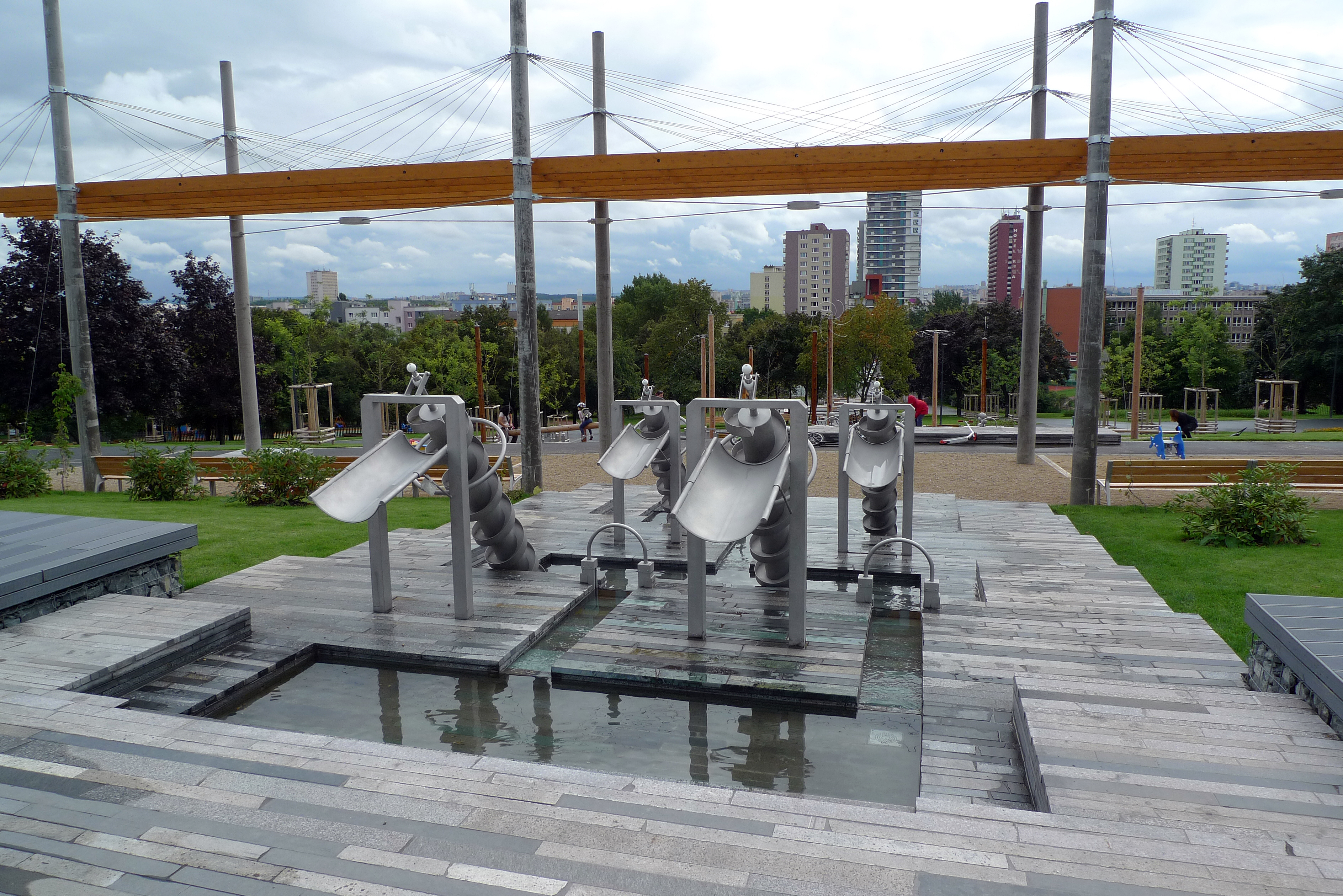
Malešický park po rekonstrukci v září 2013
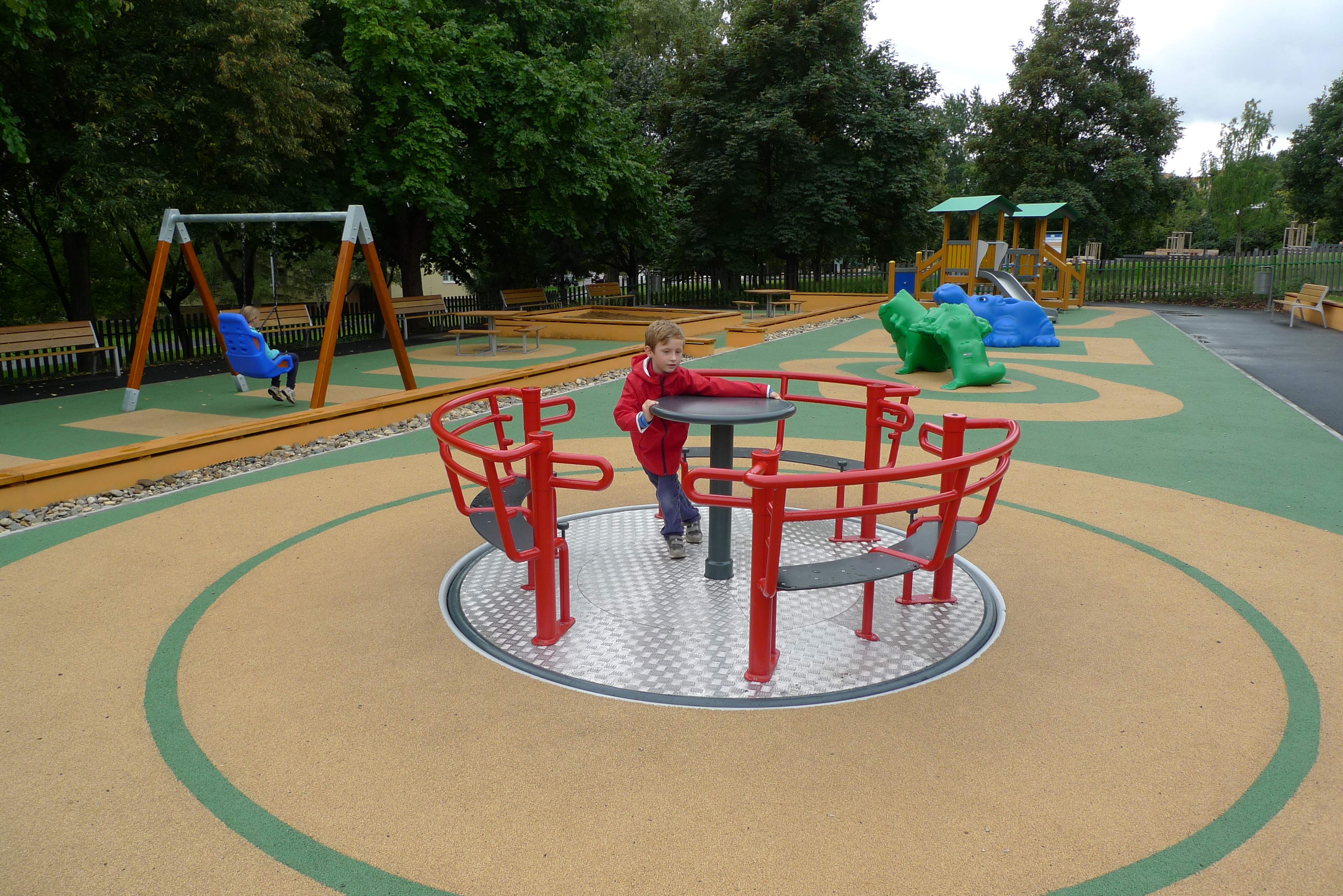
Bezbariérové dětské hřiště]
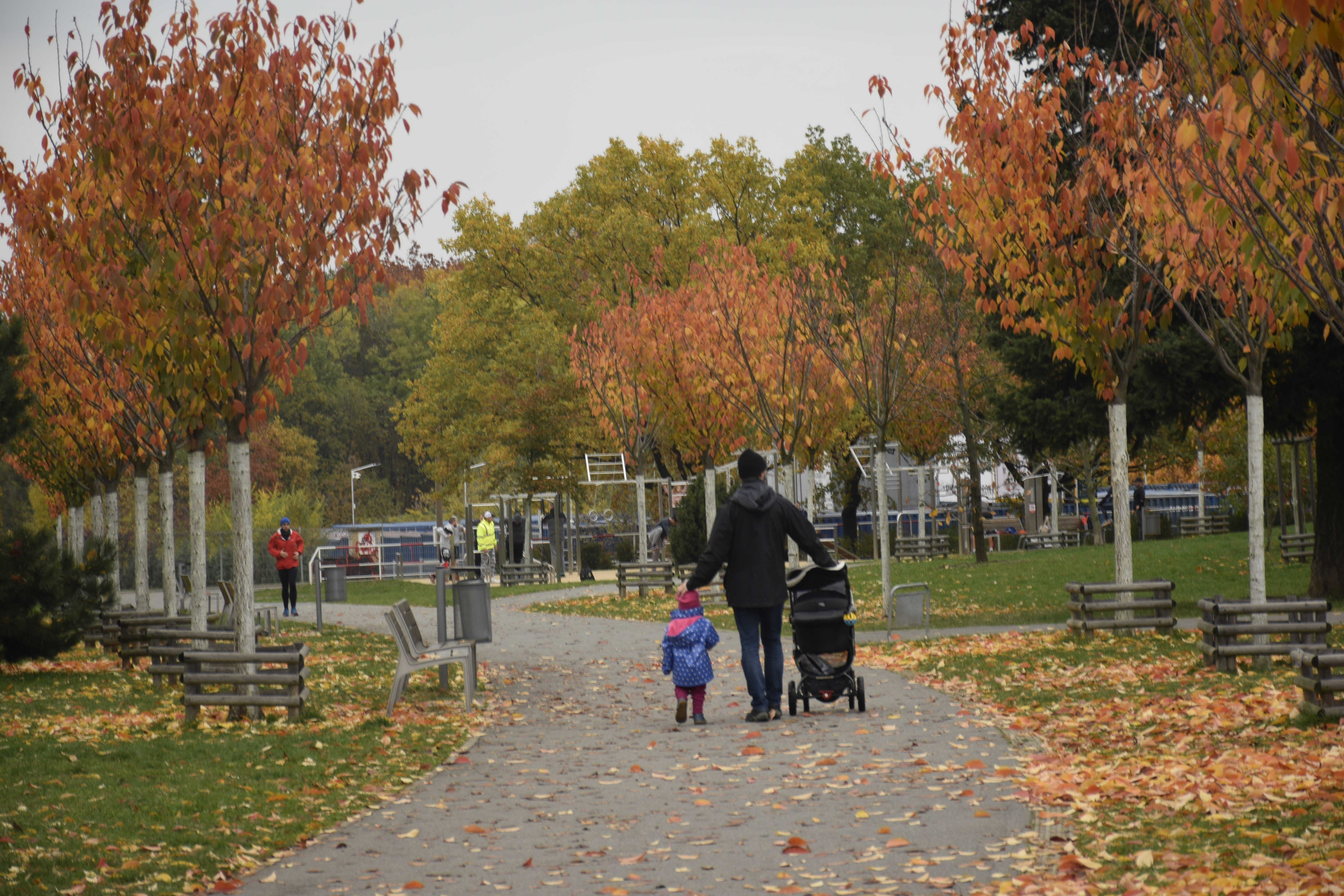
Promenáda
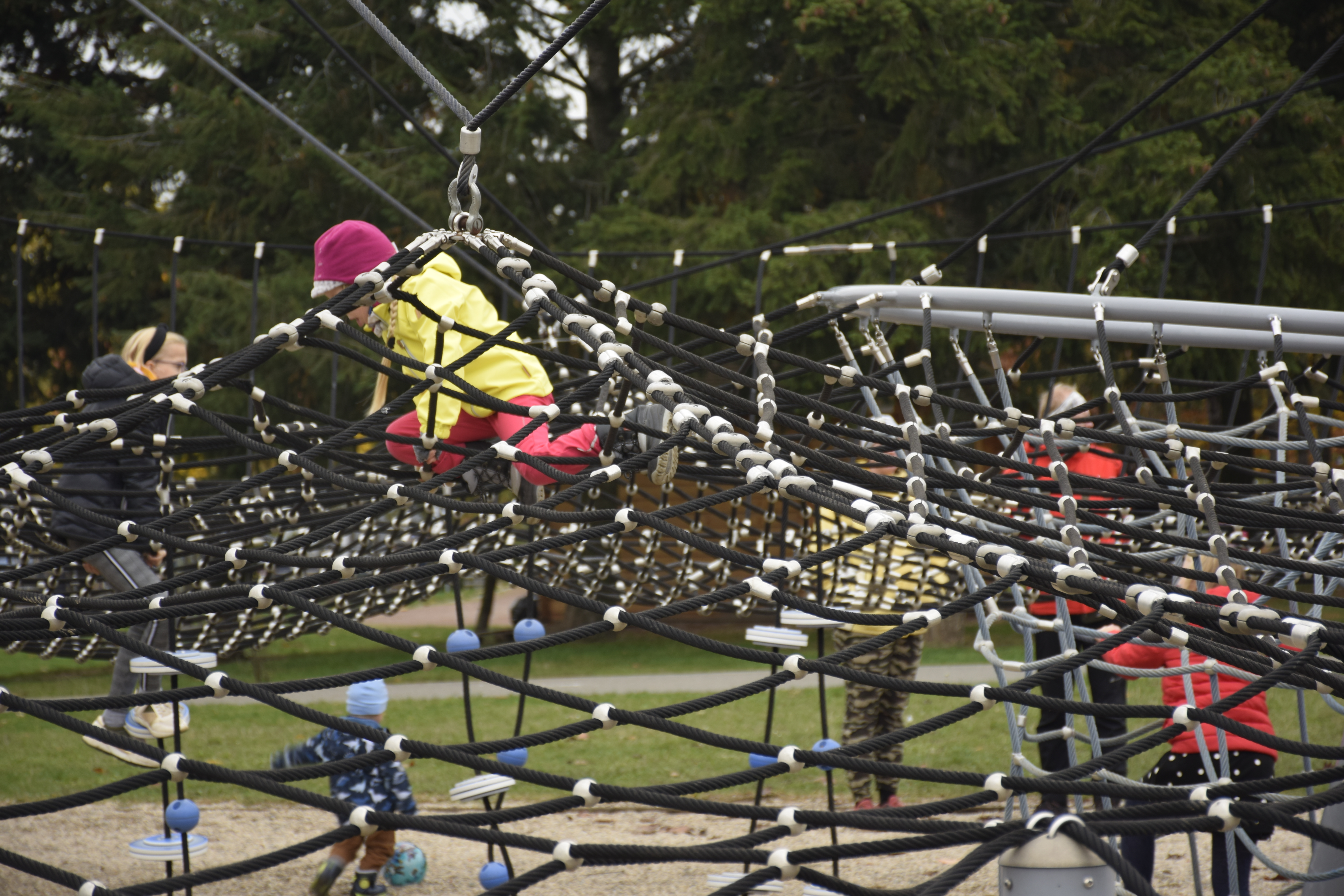
Dětské hřiště
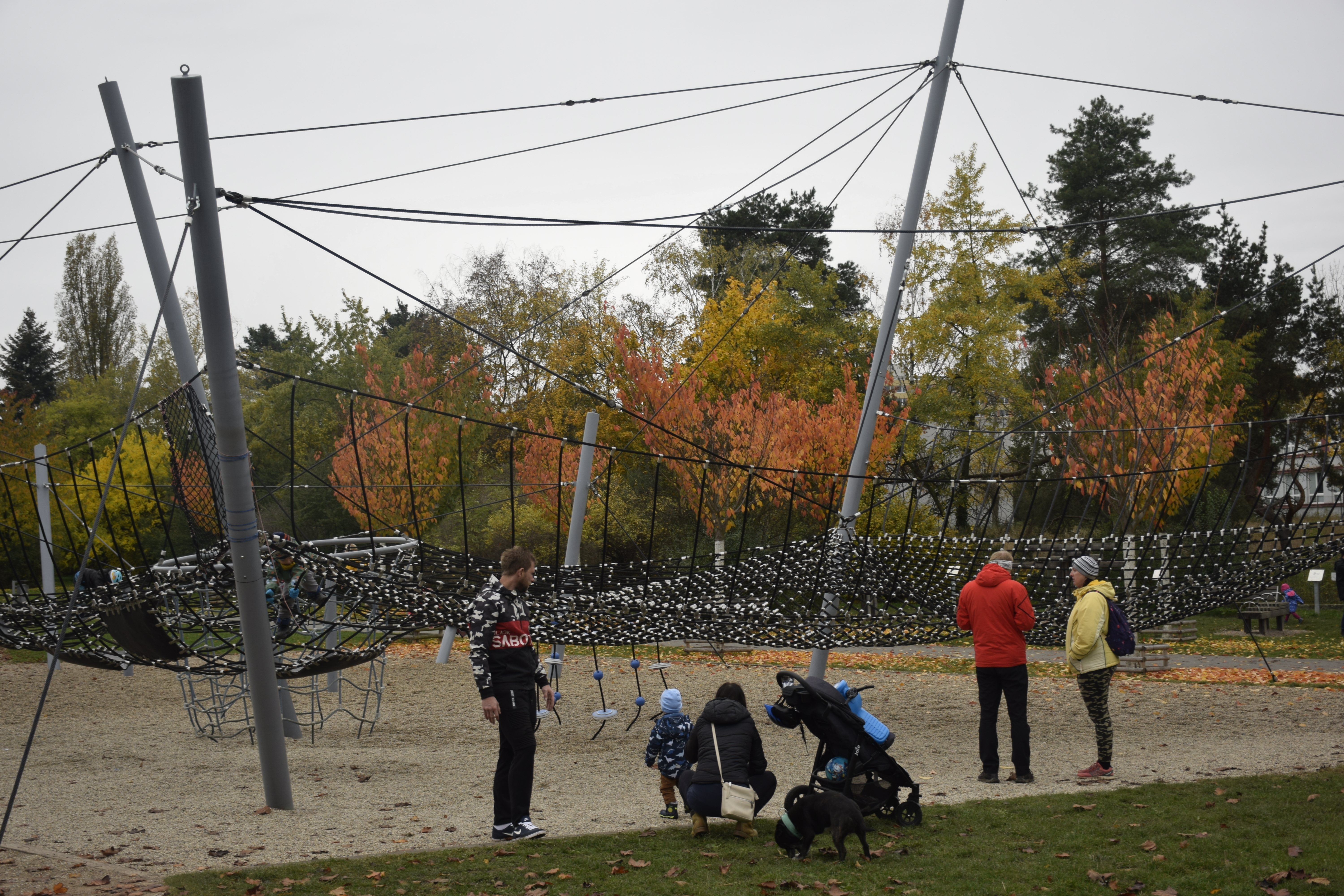
Pavoučí síť na dětském hřišti
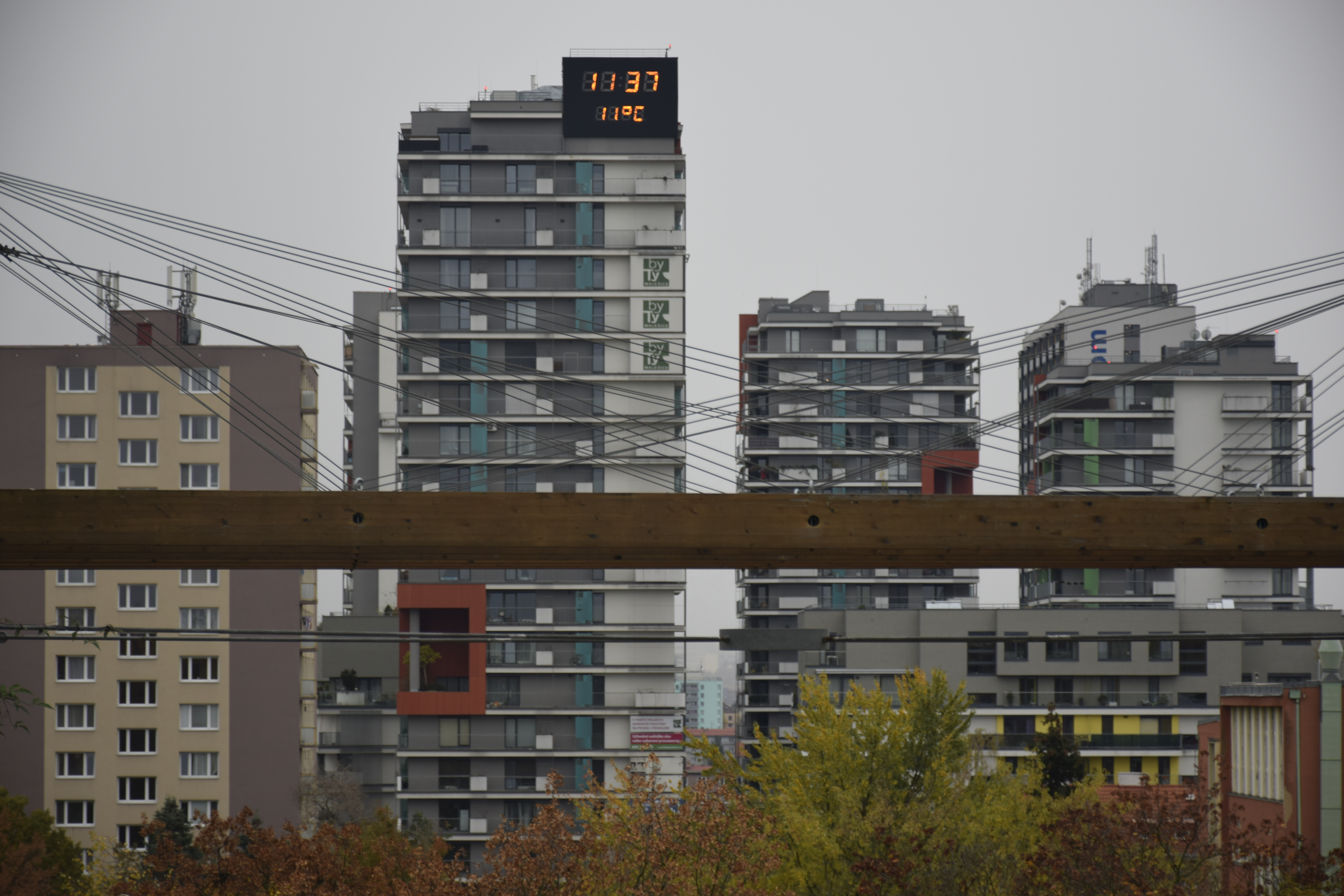
Vyhlídka z parku
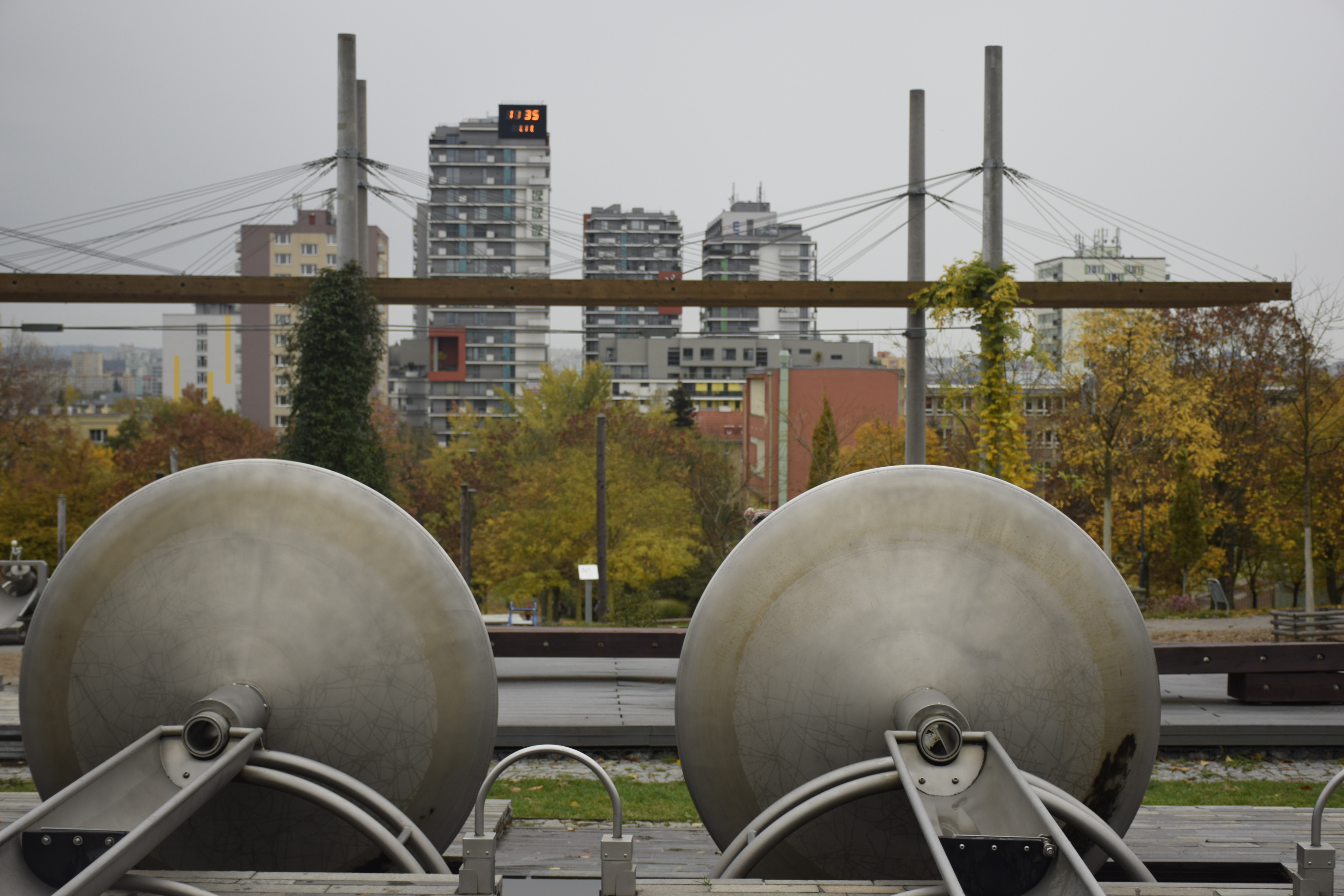
Kaskáda a vyhlídkou
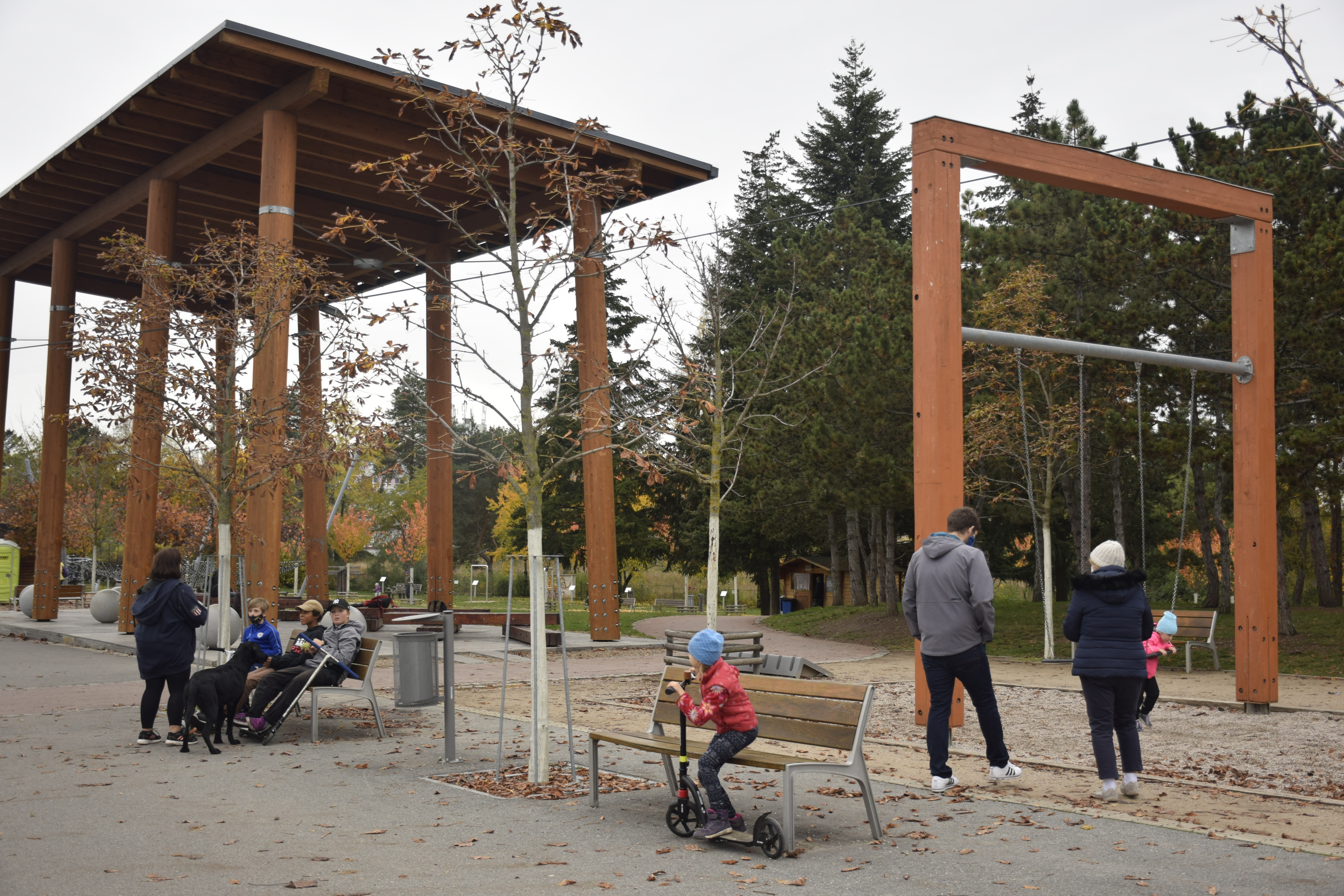
Dětské hřiště
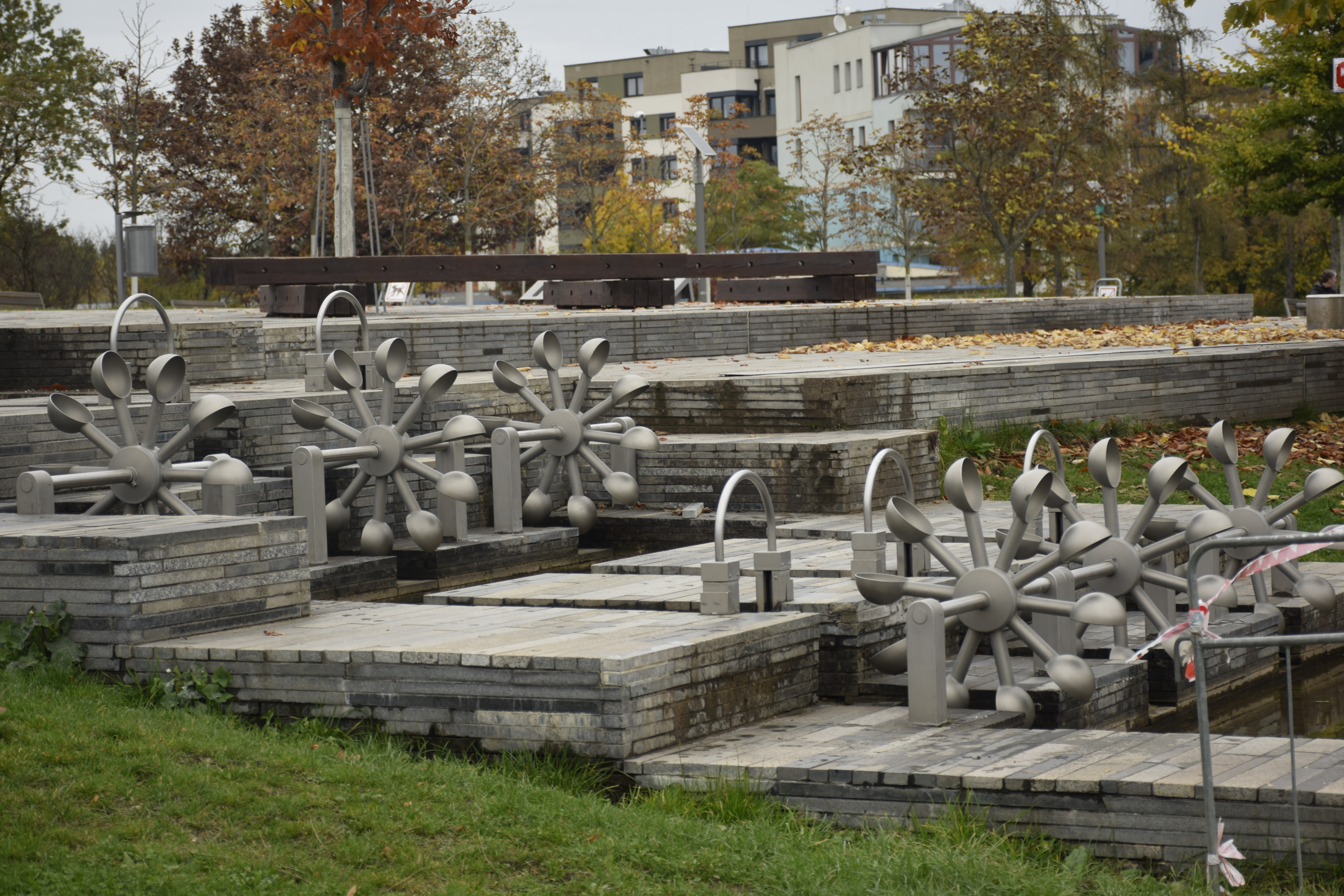
Vodní kaskáda
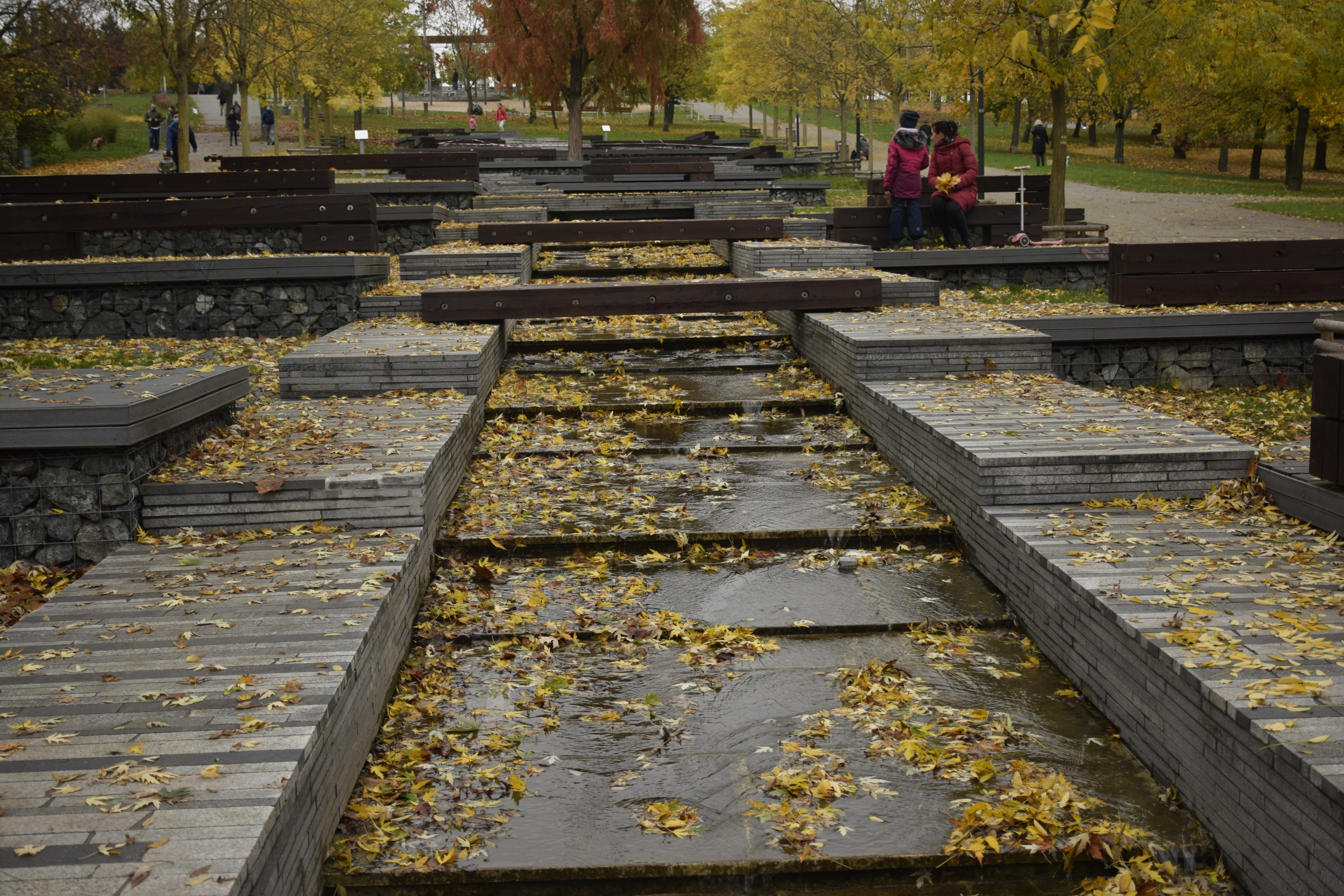
Vodní kaskáda
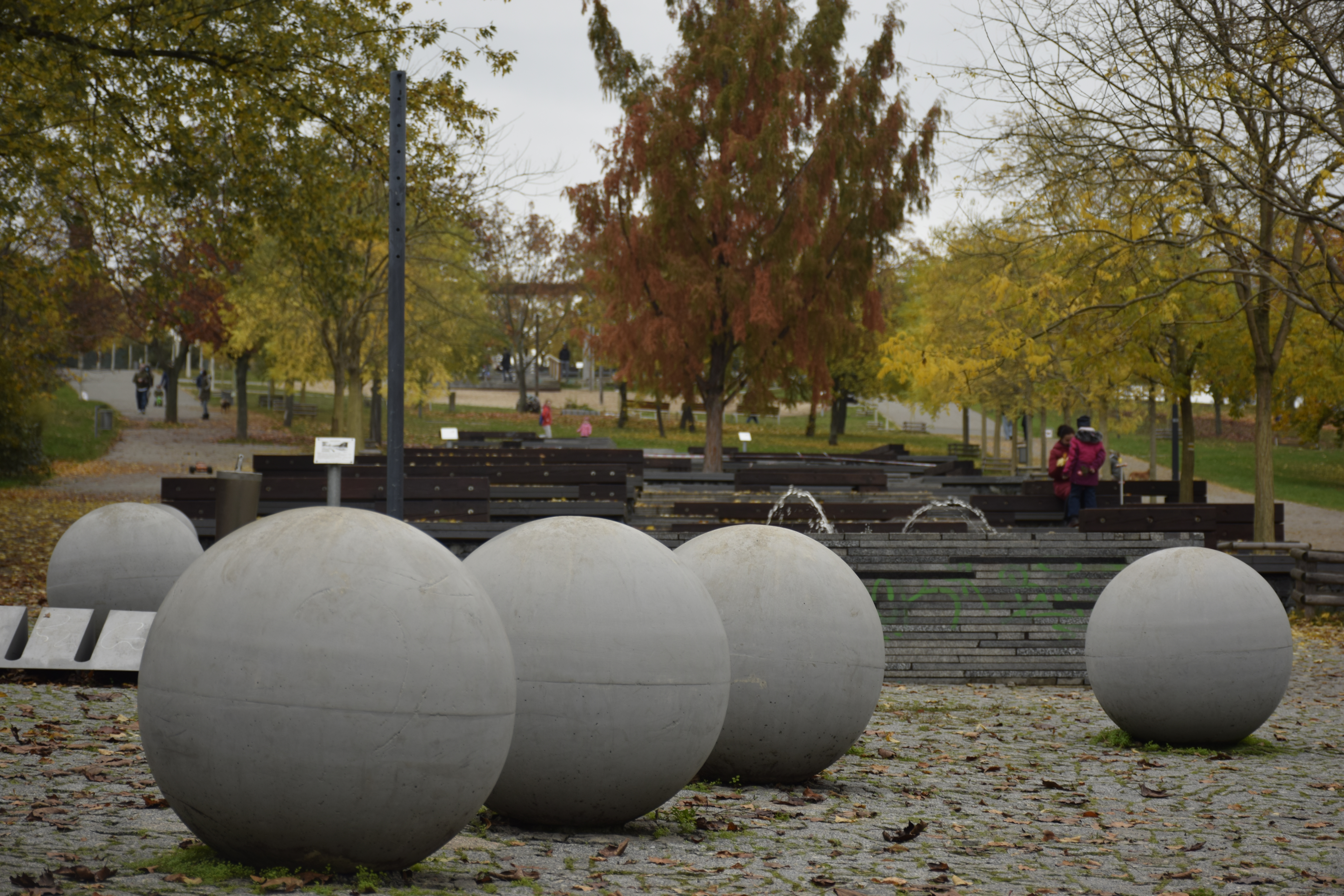
Vstup do parku od Třebešína